# Aguascalientes (thành phố)
Aguascalientes là một thành phố phía tây trung bộ của México, bên hai bờ sông Aguascalientes, cao độ 2440 mét trên mực nước biển. Thành phố này là thủ phủ bang Aguascalientes, México. Thành phố có diện tích 385  km², dân số thời điểm năm 2007 là 663.271 người.

## Khí hậu
| Dữ liệu khí hậu của Aguascalientes            | Dữ liệu khí hậu của Aguascalientes | Dữ liệu khí hậu của Aguascalientes | Dữ liệu khí hậu của Aguascalientes | Dữ liệu khí hậu của Aguascalientes | Dữ liệu khí hậu của Aguascalientes | Dữ liệu khí hậu của Aguascalientes | Dữ liệu khí hậu của Aguascalientes | Dữ liệu khí hậu của Aguascalientes | Dữ liệu khí hậu của Aguascalientes | Dữ liệu khí hậu của Aguascalientes | Dữ liệu khí hậu của Aguascalientes | Dữ liệu khí hậu của Aguascalientes | Dữ liệu khí hậu của Aguascalientes |
| Tháng                                         | 1                                  | 2                                  | 3                                  | 4                                  | 5                                  | 6                                  | 7                                  | 8                                  | 9                                  | 10                                 | 11                                 | 12                                 | Năm                                |
| --------------------------------------------- | ---------------------------------- | ---------------------------------- | ---------------------------------- | ---------------------------------- | ---------------------------------- | ---------------------------------- | ---------------------------------- | ---------------------------------- | ---------------------------------- | ---------------------------------- | ---------------------------------- | ---------------------------------- | ---------------------------------- |
| Cao kỉ lục °C (°F)                            | 29.5 (85.1)                        | 32.0 (89.6)                        | 34.0 (93.2)                        | 38.5 (101.3)                       | 39.5 (103.1)                       | 40.0 (104.0)                       | 36.0 (96.8)                        | 39.5 (103.1)                       | 36.0 (96.8)                        | 32.0 (89.6)                        | 31.0 (87.8)                        | 30.0 (86.0)                        | 40.0 (104.0)                       |
| Trung bình ngày tối đa °C (°F)                | 22.3 (72.1)                        | 24.0 (75.2)                        | 26.5 (79.7)                        | 29.0 (84.2)                        | 30.7 (87.3)                        | 29.5 (85.1)                        | 27.3 (81.1)                        | 27.2 (81.0)                        | 26.3 (79.3)                        | 25.7 (78.3)                        | 24.6 (76.3)                        | 22.5 (72.5)                        | 26.3 (79.3)                        |
| Trung bình ngày °C (°F)                       | 13.4 (56.1)                        | 14.9 (58.8)                        | 17.5 (63.5)                        | 20.3 (68.5)                        | 22.4 (72.3)                        | 22.5 (72.5)                        | 20.9 (69.6)                        | 20.8 (69.4)                        | 20.1 (68.2)                        | 18.5 (65.3)                        | 16.0 (60.8)                        | 13.9 (57.0)                        | 18.4 (65.1)                        |
| Tối thiểu trung bình ngày °C (°F)             | 4.5 (40.1)                         | 5.9 (42.6)                         | 8.5 (47.3)                         | 11.5 (52.7)                        | 14.1 (57.4)                        | 15.4 (59.7)                        | 14.6 (58.3)                        | 14.5 (58.1)                        | 13.9 (57.0)                        | 11.2 (52.2)                        | 7.4 (45.3)                         | 5.4 (41.7)                         | 10.6 (51.1)                        |
| Thấp kỉ lục °C (°F)                           | −6.0 (21.2)                        | −7.0 (19.4)                        | −1.0 (30.2)                        | 1.0 (33.8)                         | 4.5 (40.1)                         | 6.0 (42.8)                         | 6.5 (43.7)                         | 9.0 (48.2)                         | 5.0 (41.0)                         | 0.0 (32.0)                         | −5.5 (22.1)                        | −5.0 (23.0)                        | −7.0 (19.4)                        |
| Lượng Giáng thủy trung bình mm (inches)       | 14.1 (0.56)                        | 9.5 (0.37)                         | 4.3 (0.17)                         | 8.8 (0.35)                         | 17.9 (0.70)                        | 88.1 (3.47)                        | 119.9 (4.72)                       | 120.4 (4.74)                       | 90.1 (3.55)                        | 35.4 (1.39)                        | 10.2 (0.40)                        | 11.8 (0.46)                        | 530.5 (20.89)                      |
| Số ngày giáng thủy trung bình (≥ 0.1 mm)      | 2.4                                | 1.5                                | 1.0                                | 1.6                                | 3.6                                | 9.7                                | 13.5                               | 13.2                               | 9.5                                | 4.9                                | 1.6                                | 2.2                                | 64.7                               |
| Độ ẩm tương đối trung bình (%)                | 50.7                               | 46.7                               | 39.1                               | 39.4                               | 42.4                               | 53.1                               | 60.1                               | 59.2                               | 60.6                               | 58.4                               | 53.2                               | 52.8                               | 51.3                               |
| Số giờ nắng trung bình tháng                  | 231.7                              | 243.3                              | 273.1                              | 267.6                              | 267.3                              | 218.3                              | 203.7                              | 229.7                              | 202.9                              | 230.4                              | 247.1                              | 223.6                              | 2.838,7                            |
| Nguồn 1: Servicio Meteorológico Nacional, WMO |                                    |                                    |                                    |                                    |                                    |                                    |                                    |                                    |                                    |                                    |                                    |                                    |                                    |
| Nguồn 2: Colegio de Postgraduados             |                                    |                                    |                                    |                                    |                                    |                                    |                                    |                                    |                                    |                                    |                                    |                                    |                                    |